# 대한민국 형사소송법 제221조의4
대한민국 형사소송법 제221조의4는 감정에 필요한 처분, 허가장에 대한 형사소송법의 조문이다.

## 조문
제221조의4(감정에 필요한 처분, 허가장) ① 제221조의 규정에 의하여 감정의 위촉을 받은 자는 판사의 허가를 얻어 제173조제1항에 규정된 처분을 할 수 있다.
 ②제1항의 허가의 청구는 검사가 하여야 한다. <개정 1980.12.18> ③판사는 제2항의 청구가 상당하다고 인정할 때에는 허가장을 발부하여야 한다. <개정 1980.12.18> ④제173조제2항, 제3항 및 제5항의 규정은 제3항의 허가장에 준용한다. <개정 1980.12.18> [본조신설 1973.1.25]

## 참고 문헌
- 손동권 신이철, 새로운 형사소송법(초판, 2013), 세창, 2013. ISBN 9788984114081